# Плоть і демони
«Плоть і де́мони» (англ. The Flesh and the Fiends) — британський фільм жахів 1960 року, заснований на реальній історії Берка і Геєра.

## Сюжет
1820-ті роки, Единбург. Доктору Ноксу потрібні трупи для своїх досліджень. Але за законом для цих цілей можуть використовуватися лише трупи страчених злочинців. Тоді доктор Нокс наймає двох пройдисвітів, які, щоб швидше виконувати замовлення, просто вбивають людей замість того, щоб викопувати трупи.

## У ролях
| Актор           | Роль                   |
| --------------- | ---------------------- |
| Пітер Кушинг    | доктор Роберт Нокс     |
| Джун Леверік    | Марта Нокс             |
| Дональд Плезенс | Вільям Харе            |
| Джордж Роуз     | Вільям Берк            |
| Рене Х'юстон    | Гелен Берк             |
| Дермот Волш     | доктор Джеффрі Мітчелл |
| Біллі Вайтлоу   | Мері Паттерсон         |
| Джон Керні      | Кріс Джексон           |
| Мелвін Хейс     | Дафт Джеймі            |
| Джун Пауелл     | Меггі О'Хара           |